# Rövidpályás gyorskorcsolya a 2018. évi téli olimpiai játékokon
A 2018. évi téli olimpiai játékokon a rövidpályás gyorskorcsolya versenyszámait a Kangnung (Gangneung)i jégcsarnokban rendezték február 10. és 22. között.
A férfiaknak és a nőknek egyaránt 4–4 versenyszámban osztottak érmeket.

## Naptár
Az időpontok helyi idő szerint (UTC+9) és magyar idő szerint (UTC+1) olvashatóak. A döntők kiemelt háttérrel vannak jelölve.
| Dátum       | Helyi idő   | Magyar idő  | Versenyszám        |
| ----------- | ----------- | ----------- | ------------------ |
| Február 10. | 19:00-21:50 | 11:00-13:50 | női 3000 m váltó   |
| Február 10. | 19:00-21:50 | 11:00-13:50 | női 500 m          |
| Február 10. | 19:00-21:50 | 11:00-13:50 | férfi 1500 m       |
| Február 13. | 19:00-21:30 | 11:00-13:30 | férfi 5000 m váltó |
| Február 13. | 19:00-21:30 | 11:00-13:30 | férfi 1000 m       |
| Február 13. | 19:00-21:30 | 11:00-13:30 | női 500 m          |
| Február 17. | 19:00-21:55 | 11:00-13:55 | női 1500 m         |
| Február 17. | 19:00-21:55 | 11:00-13:55 | férfi 1000 m       |
| Február 20. | 19:00-21:00 | 11:00-13:00 | női 1000 m         |
| Február 20. | 19:00-21:00 | 11:00-13:00 | férfi 500 m        |
| Február 20. | 19:00-21:00 | 11:00-13:00 | női 3000 m váltó   |
| Február 22. | 19:00-21:45 | 11:00-13:45 | női 1000 m         |
| Február 22. | 19:00-21:45 | 11:00-13:45 | férfi 500 m        |
| Február 22. | 19:00-21:45 | 11:00-13:45 | férfi 5000 m váltó |

## Éremtáblázat
(Magyarország és a rendező nemzet csapata eltérő háttérszínnel, az egyes számoszlopok legmagasabb értéke, vagy értékei vastagítással kiemelve.)
| A 2018. évi téli olimpiai játékok éremtáblázata rövidpályás gyorskorcsolyában | A 2018. évi téli olimpiai játékok éremtáblázata rövidpályás gyorskorcsolyában | A 2018. évi téli olimpiai játékok éremtáblázata rövidpályás gyorskorcsolyában | A 2018. évi téli olimpiai játékok éremtáblázata rövidpályás gyorskorcsolyában | A 2018. évi téli olimpiai játékok éremtáblázata rövidpályás gyorskorcsolyában | Olimpia  |
| ----------------------------------------------------------------------------- | ----------------------------------------------------------------------------- | ----------------------------------------------------------------------------- | ----------------------------------------------------------------------------- | ----------------------------------------------------------------------------- | -------- |
|                                                                               | Ország                                                                        | Arany                                                                         | Ezüst                                                                         | Bronz                                                                         | Összesen |
| 1.                                                                            | Dél-Korea (KOR)                                                               | 3                                                                             | 1                                                                             | 2                                                                             | 6        |
| 2.                                                                            | Hollandia (NED)                                                               | 1                                                                             | 2                                                                             | 1                                                                             | 4        |
| 3.                                                                            | Kína (CHN)                                                                    | 1                                                                             | 2                                                                             | 0                                                                             | 3        |
| 4.                                                                            | Kanada (CAN)                                                                  | 1                                                                             | 1                                                                             | 3                                                                             | 5        |
| 5.                                                                            | Olaszország (ITA)                                                             | 1                                                                             | 1                                                                             | 1                                                                             | 3        |
| 6.                                                                            | Magyarország (HUN)                                                            | 1                                                                             | 0                                                                             | 0                                                                             | 1        |
|                                                                               |                                                                               |                                                                               |                                                                               |                                                                               |          |
| 7.                                                                            | Egyesült Államok (USA)                                                        | 0                                                                             | 1                                                                             | 0                                                                             | 1        |
|                                                                               |                                                                               |                                                                               |                                                                               |                                                                               |          |
| 8.                                                                            | Olimpikonok Oroszországból (OAR)                                              | 0                                                                             | 0                                                                             | 1                                                                             | 1        |
|                                                                               |                                                                               |                                                                               |                                                                               |                                                                               |          |
| Összesen                                                                      | Összesen                                                                      | 8                                                                             | 8                                                                             | 8                                                                             | 24       |

## Érmesek

### Férfi
| A 2018. évi téli olimpiai játékok érmesei férfi rövidpályás gyorskorcsolyában |                                                                                     |             | |          |                                                                                 |          |
| Versenyszám                                                                   | Arany                                                                               | Arany       | Ezüst | Ezüst    | Bronz                                                                           | Bronz    |
| 500 méter                                                                     | Vu Ta-csing (Wu Dajing) · Kína (CHN)                                                | 39,584 WR   | Hvang Dehon (Hwang Dae-heon) · Dél-Korea (KOR) | 39,854   | Im Hjodzsun (Lim Hyo-jun) · Dél-Korea (KOR)                                     | 39,919   |
| 1000 méter                                                                    | Samuel Girard · Kanada (CAN)                                                        | 1:24,650    | John-Henry Krueger · Egyesült Államok (USA) | 1:24,864 | Szo Ira (Seo Yi-ra) · Dél-Korea (KOR)                                           | 1:31,619 |
| 1500 méter                                                                    | Im Hjodzsun (Im Hyo-jun) · Dél-Korea (KOR)                                          | 2:10,485    | Sjinkie Knegt · Hollandia (NED) | 2:10,555 | Szemjon Jelisztratov · Olimpikonok Oroszországból (OAR)                         | 2:10,687 |
| 5000 méteres váltó                                                            | Magyarország (HUN) · Liu Shaoang · Liu Shaolin Sándor · Knoch Viktor · Burján Csaba | 6:31,971 OR | Kína (CHN) · Vu Ta-csing (Wu Dajing) · Han Tien-jü (Han Tianyu) · Hszü Hung-cse (Xu Hongzhi) · Csen Tö-csüan (Chen Dequan) · Zsen Ce-vej (Ren Ziwei) | 6:32,035 | Kanada (CAN) · Samuel Girard · Charles Hamelin · Charle Cournoyer · Pascal Dion | 6:32,282 |

### Női
| A 2018. évi téli olimpiai játékok érmesei női rövidpályás gyorskorcsolyában | |          |                                                                                          |          |                                                                                             |             |
| Versenyszám                                                                 | Arany | Arany    | Ezüst                                                                                    | Ezüst    | Bronz                                                                                       | Bronz       |
| 500 méter                                                                   | Arianna Fontana · Olaszország (ITA) | 42,569   | Yara van Kerkhof · Hollandia (NED)                                                       | 43,256   | Kim Boutin · Kanada (CAN)                                                                   | 43,881      |
| 1000 méter                                                                  | Suzanne Schulting · Hollandia (NED) | 1:29,778 | Kim Boutin · Kanada (CAN)                                                                | 1:29,956 | Arianna Fontana · Olaszország (ITA)                                                         | 1:30,656    |
| 1500 méter                                                                  | Cshö Mindzsong (Choi Min-jeong) · Dél-Korea (KOR) | 2:24,948 | Li Csin-jü (Li Jinyu) · Kína (CHN)                                                       | 2:25,703 | Kim Boutin · Kanada (CAN)                                                                   | 2:25,834    |
| 3000 méteres váltó                                                          | Dél-Korea (KOR) · Sim Szokhi (Shim Suk-hee) · Cshö Mindzsong (Choi Min-jeong) · Kim Jedzsin (Kim Ye-jin) · Kim Arang (Kim A-lang) · I Jubin (Lee Yoo-bin) | 4:07,361 | Olaszország (ITA) · Arianna Fontana · Lucia Peretti · Cecilia Maffei · Martina Valcepina | 4:15,901 | Hollandia (NED) · Suzanne Schulting · Yara van Kerkhof · Lara van Ruijven · Jorien ter Mors | 4:03,471 WR |

1. ↑  Hollandia bronzérmet nyert, miután az A-döntőből Kanadát és Kínát kizárták. A B-döntőben Hollandia világrekordot ért el.